# (859) Бузареа
(859) Бузареа (лат. Bouzaréah) — тёмный астероид главного пояса астероидов, открытый 2 октября 1916 года французским астрономом Фредериком Си в Алжирской обсерватории и названый в честь Бузареа — пригорода Алжира, в котором располагается обсерватория.
Астероид имеет крайне низкую отражательную способность. Геометрическое альбедо составляет 0,031. Оно было измерено инфракрасным телескопом IRAS.